# Likelemba
 (juillet 2014).
Le likelemba est un système africain d'épargne solidaire, un mécanisme où plusieurs membres mettent une certaine somme d'argent dans un « pot commun » et chaque mois, la quantité totale contenue dans le pot est ensuite remise à l'un des membres participants.
Ce système d'épargne solidaire permet aux participants de sortir un tant soit peu des difficultés financières et leur permet de réaliser un certain nombre de projets exceptionnels sans avoir à passer par différents réseaux financiers classiques.
Les projets à réaliser peuvent être divers et variés, en passant par l'achat d'un véhicule, le paiement de dettes, des voyages, différents types d'investissements immobilier ou d'affaires, etc.

## Avantages
Le secret de la réussite du likelemba réside dans la simplicité de sa formule selon laquelle un grand nombre de petits montants investis, apporte un montant global important. Le gagnant, ou plutôt le premier sur la liste, perçoit le montant global avec laquelle il va pouvoir entreprendre quelque chose d'exceptionnel et enfin voir la fin d'un cercle financier précaire.

## Exemple
Douze personnes participent et mettent 100 € par mois dans leur  "pot" (likelemba).
- Le 1er mois, 1 membre - normalement choisi par hasard - reçoit 11 x 100 € = 1 100 €.
- Le 2e mois, un autre membre est élu et récompensé à hauteur de 1 100 €.
- Etc...